# Anapsectra berothoide
Anapsectra berothoide är en insektsart som beskrevs av Monserrat 1992. Anapsectra berothoide ingår i släktet Anapsectra och familjen florsländor. Inga underarter finns listade i Catalogue of Life.